# Estación José Ramón Sojo
José Ramón Sojo era el nombre que recibía una estación de ferrocarril ubicada en el paraje rural del mismo nombre, partido de Saladillo, provincia de Buenos Aires, Argentina.

## Servicios
Inaugurada el 17 de marzo de 1912, era intermedia del otrora FFCC Provincial de Buenos Aires (ramal Carlos Beguerié - Mira Pampa) para servicios interurbanos y de carga de La Plata a Mira Pampa y viceversa. J. R. Sojo fue, en los primeros años, una de las estaciones operativamente más importantes. Ahí se estableció un galpón para locomotoras y mesa giratoria. Luego, el empalme en Carlos Beguerié le restó importancia. No opera servicios desde el 28 de octubre de 1961.